# Čistá (Svatava)
Čistá (německy Lauterbach rovněž Lauterbach Dorf) je zaniklá vesnice, základní sídelní jednotka obce Svatava v okrese Sokolov. Nacházela se v nadmořské výšce okolo 460 m západně od Svatavy, východně od Habartova. Vesnicí protékal Radvanovský potok.
S výjimkou okrajové a oddělené místní části zvané „Na Špici“, která byla založena až v druhé olovině 19. století jako dělnická kolonie, zanikla vlastní vesnice Čistá počátkem 60. let 20. století v souvislosti s těžbou uhlí.
Území zaniklé Čisté leží v katastrálním území Čistá u Svatavy o výměře 6,87 km².

## Název
Sídel, která měla německé pojmenování Lauterbach resp. Litrbachy, bylo v minulosti na Sokolovsku několik. Nejvýznamnějším bylo kdysi slavné horní město Čistá, jehož území se po zániku města stalo součástí obce Rovná. Pro rozlišení od ostatních Lauterbachů se používal název Lauterbach Stadt. Další vesnice Lauterbach se nacházela u Kraslic. Ta byla v roce 1948 vyhláškou č. 22/1949 přejmenovaná na Čirou. Třetí Lauterbach ležel v sokolovské pánvi mezi Svatavou a Radvanovem. Pro odlišení se používal název Lauterbach Dorf. První pokus o českou podobu jména vesnice byl učiněn již v roce 1854, kdy byl utvořen český úřední název Litrbachy. Název Čistá získala vesnice v roce 1947 vyhláškou ministra vnitra č. 7/1948 Sb.

## Historie
První písemná zmínka o německé kolonizační osadě Lauterbach jako součásti hartenberského panství pochází z roku 1350. Osada byla založena v údolí potoka, kterému se říkalo Zeidlbach, později se něm začalo hovořit jako o Čisteckém potoku. Dnes se tento potok po několika jeho přeložkách jmenuje Radvanovský. Vesnicí procházela stará cesta, spojující Habartov se Svatavou. Ve středověku se zde střídala vrchnost společně s hradem Hartenberg. Na počátku 16. století vlastnili osadu Šlikové a byla uvedena i ve šlikovském urbáři z roku 1525. Z poměrně podrobných záznamů vyplývá, že ves měla tehdy deset hospodářů a mlynáře. Ve fondu žlutického archivu se dochoval náčrtek mlýna z roku 1685 a jeho pojmenování Veitsmühle, tedy Vítův mlýn. Toto jméno mu zůstalo po více než tři století, ještě po druhé světové válce se nazýval Vítův mlýn. Stával na samé hranici katastru Čisté a přežil likvidaci Čisté v první polovině 60. let 20.  století.
V prosinci 1551 zastavil král Ferdinand I. Hartenberg Jindřichovi IV. a v roce 1597 prodal císař Rudolf II. celé panství Hartenberg Jindřichovi z Písnice. Během třicetileté války bylo byla část vesnice vypálena, po skončení války však obnovena. V Berní rule z roku 1654 se uvádí, že ves patří vdově Polyxeně Marii z Písnice. Tereziánský katastr z poloviny 18. století uvádí ve vesnici dva mlýny a jedenáct zemědělských usedlostí. Po zrušení patrimoniální správy v roce 1848 se Čistá nestala samostatnou obcí, ale v letech 1850–1877 byla osadou politické obce Svatavy. Poštou spadala pod Svatavu a farou náležela k Habartovu. V letech 1880–1910 byla Čistá pod názvem Litrbachy obcí v okrese Falknov, v letech 1921–1930 pod názvem Ves Litrbachy obcí v okrese Falknov nad Ohří, v roce 1950 obcí v okrese Sokolov, roku 1960 byla připojena ke Svatavě.
Na rozvoj vesnice mělo vliv dobývání hnědého uhlí. Z dolů v Čisté byl nejvýznamnější důl Bedřich (Friedrich), založený v roce 1877 jihovýchodně od středu vesnice. Důl těžil hlubinným i povrchovým způsobem. Uhlí se dopravovalo 750 metrů dlouhou lanovkou k nakládací rampě při trati ze Sokolova do Kraslic. Roku 1918 koupila důl sklárna v Oloví. Při skrývacích pracích zde byl v roce 1921 nalazen v hloubce deseti metrů 42 kg těžký mamutí kel. Dalšími doly v Čisté a okolí byl uhelný důl Martini a důl Hernych, které skončily těžbu v roce 1922. Po dvanácti letech byl na jejich místě otevřen důl Bernard. Definitivní vytěžení uhelných dolů provedl později lom Medard.
Čistá zanikla v první polovině 60. let 20. století, kdy došlo k vystěhování obyvatel z jejího území, aby se uvolnil prostor dalšímu postupu povrchové hnědouhelné těžby, konkrétně lomu Medard. Posledním školním rokem místní jednotřídky byl školní rok 1961/1962. Dolová činnost zcela změnila původní krajinu. Po rozsáhlé hydrické rekultivaci bývalého dolu Medard se území zaniklé obce nachází na severozápadních svazích nad hladinou jezera Medard.

## Obyvatelstvo
Při sčítání lidu v roce 1921 zde žilo 555 obyvatel, z nichž bylo 55 Čechoslováků a 500 Němců. K římskokatolické církvi se hlásilo 549 obyvatel, k evangelické pět obyvatel a jeden byl bez vyznání.
| Rok            | 1869 | 1880 | 1890 | 1900 | 1910 | 1921 | 1930 | 1950 | 1961 | 1970 | 1980 | 1991 | 2001 | 2011 |
| -------------- | ---- | ---- | ---- | ---- | ---- | ---- | ---- | ---- | ---- | ---- | ---- | ---- | ---- | ---- |
| Počet obyvatel | 200  | 260  | 385  | 430  | 554  | 555  | 535  | 268  | –    | 267  | 31   | –    | 40   | 46   |
| Počet domů     | 31   | 34   | 43   | 49   | 52   | 56   | 64   | 67   | –    | 36   | 8    | –    | 9    | 14   |